# Welthundeausstellung

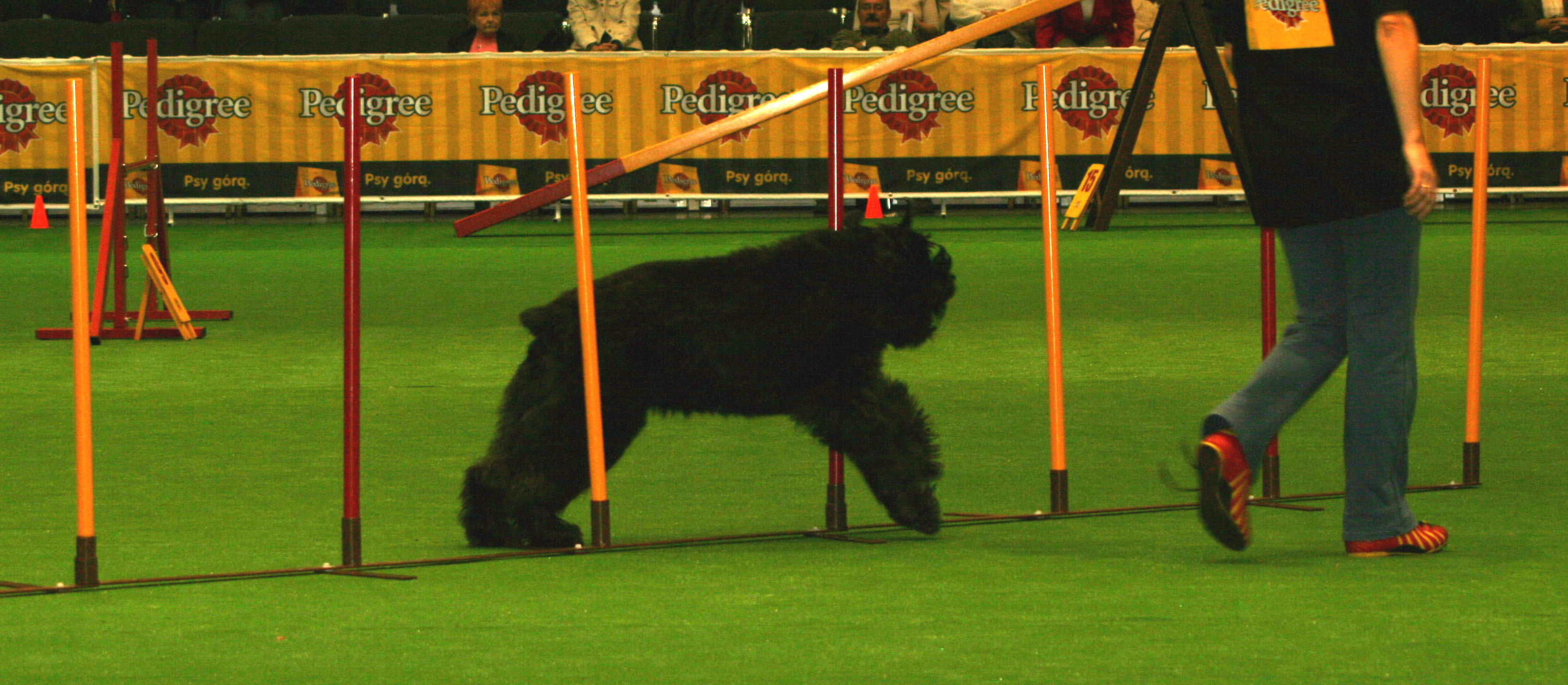
World Show Agility Trial, 2006

Die Welthundeausstellung (en. World Dog Show) (WDS) ist die größte Hundeausstellung innerhalb der Fédération Cynologique Internationale (FCI) und eine der größten Hundeausstellungen der Welt. Sie wird seit 1971 jährlich durchgeführt und dauert vier bis sechs Tage. Der Austragungsort wechselt jährlich, die Organisation der Ausstellung obliegt jeweils einem nationalen kynologischen Dachverband innerhalb der FCI.
Heute werden auf der Welthundeausstellung im Durchschnitt mehr als 10.000 Hunde ausgestellt. Sie ist neben der Britischen Crufts und der US-amerikanischen Westminster Kennel Club Dog Show eine der bedeutendsten Ausstellungen der Welt. Neben den Zuchtschauen aller FCI-Rassen werden im Rahmen der Welthundeausstellung auch Wettbewerbe in Agility, Obedience und anderen Disziplinen durchgeführt. Die besten Hunde jeder Rasse und die Gewinner der übrigen Wettbewerbe erhalten den Titel eines Weltsiegers.

## Veranstaltungsorte und Sieger
| Best in Show                                 | Rasse                        | Jahr                    | Ort                | Land              | Anzahl Hunde | Einzelnachweis |
| -------------------------------------------- | ---------------------------- | ----------------------- | ------------------ | ----------------- | ------------ | -------------- |
|                                              |                              | 1971                    | Budapest           | Ungarn            |              |                |
| Donnar de Nordval                            | Deutscher Schäferhund        | 1972                    |                    | Brasilien         | 732          | [ 4 ]          |
|                                              |                              | 1973                    | Dortmund           | Deutschland       | 4.900        |                |
| Ungos de Laketania                           | Katalanischer Schäferhund    | 1974                    | Paris              | Frankreich        | 2.800        |                |
| Sugar River Foxfire                          | Alaskan Malamute             | 1975                    | Rabat              | Marokko           | 500          | [ 5 ]          |
|                                              |                              | 1976                    | Innsbruck          | Österreich        | 4.400        |                |
| Dark von der Bismarckquelle                  | Foxterrier                   | 1977                    | Herning            | Dänemark          | 3.800        |                |
| Cinko Duda Csebi                             | Puli                         | 1978                    | Mexiko-Stadt       | Mexiko            |              |                |
|                                              |                              | 1979                    | Bern               | Schweiz           | 5.500        |                |
| Beseeka Knight Errant of Silkstone           | Whippet                      | 1980                    | Verona             | Italien           | 4.300        | [ 6 ]          |
| Saliha Deianira                              | Saluki                       | 1981                    | Dortmund           | Deutschland       | 8.800        |                |
| Fujimiland Julia                             | Yorkshire Terrier            | 1982                    | Tokio              | Japan             | 1.400        | [ 7 ]          |
| Tigre                                        | Mastín Español               | 1983                    | Madrid             | Spanien           | 3.000        |                |
| Kishniga’s Diaghilev                         | Barsoi                       | 1984                    | Acapulco           | Mexiko            | 780          | [ 8 ]          |
| Abrisa vom Felsenkeller                      | Saluki                       | 1985                    | Amsterdam          | Niederlande       | 10.000       |                |
| Abrisa vom Felsenkeller                      | Saluki                       | 1986                    | Tulln an der Donau | Österreich        | 7.900        |                |
| Northwind’s Rising Star                      | Samojede                     | 1987                    | Tel Aviv           | Israel            | 1.200        |                |
| Northwind’s Rising Star                      | Samojede                     | 1988                    | Lima               | Peru              |              |                |
| Chouan Gimlet                                | Petit Basset Griffon Vendéen | 1989                    | Kopenhagen         | Dänemark          | 9.400        |                |
| Chakpori’s Mao                               | Lhasa Apso                   | 1990                    | Brünn              | Tschechoslowakei  | 11.900       |                |
| Fanto vom Hirschell                          | Deutscher Schäferhund        | 1991                    | Dortmund           | Deutschland       | 13.400       |                |
| Caligola di Ponzano                          | Mastino Napoletano           | 1992                    | Valencia           | Spanien           | 6.600        |                |
| Eddie Tato von Norwalfer                     | Deutsche Dogge               | 1993                    | Buenos Aires       | Argentinien       | 2.100        |                |
| Arctic Blue Senator                          | Siberian Husky               | 1994                    | Bern               | Schweiz           | 15.500       |                |
| Humphrey dos Sete Moinhos                    | Basset Hound                 | 1995                    | Brüssel            | Belgien           | 14.100       |                |
| Sanallah’s Jerome                            | Afghanischer Windhund        | 1996                    | Wien/Budapest      | Österreich/Ungarn | 11.600       | [ 9 ]          |
| Afton’s Absolut                              | American Cocker Spaniel      | 1997                    | San Juan           | Puerto Rico (USA) | 4.000        |                |
| Loteki Supernatural Being                    | Papillon                     | 1998                    | Helsinki           | Finnland          | 15.200       | [ 10 ]         |
| Tacara’s Santer Savar                        | Tervueren                    | 1999                    | Mexiko-Stadt       | Mexiko            | 4.000        |                |
| Giaccherebbe dell'Angelo del Summano         | Bracco Italiano              | 2000                    | Mailand            | Italien           | 15.200       | [ 11 ]         |
| Atwater Crazy-Diamond Borgoleonardo          | Neufundländer                | 2001                    | Porto              | Portugal          | 7.200        |                |
| Topscore Contradiction                       | Großpudel                    | 2002                    | Amsterdam          | Niederlande       | 14.500       |                |
| Propwash Syzygy                              | Australian Shepherd          | 2003                    | Dortmund           | Deutschland       | 18.700       |                |
| Double D Cinoblu’s Masterpiece               | Mops                         | 2004                    | Rio de Janeiro     | Brasilien         | 2.000        |                |
| Homero del Alcazar                           | Lhasa Apso                   | 2005                    | Buenos Aires       | Argentinien       | 3.100        | [ 12 ]         |
| Axel del Monte Alago                         | Bracco Italiano              | 2006                    | Posen              | Polen             | 21.000       | [ 13 ]         |
| Smash JP Talk About                          | Toypudel                     | 2007                    | Mexiko-Stadt       | Mexiko            |              | [ 14 ]         |
| Efbe’s Hidalgo At Goodspice                  | Sealyham Terrier             | 2008                    | Stockholm          | Schweden          | 20.600       | [ 15 ]         |
| Northgate’s As You Like It                   | Pharaonenhund                | 2009                    | Bratislava         | Slowakei          | 21.830       | [ 16 ]         |
| Smash JP Talk About                          | Toypudel                     | 2010                    | Herning            | Dänemark          | 19.300       | [ 17 ]         |
| De Kaner’s Wolverine Revenge                 | American Akita               | 2011                    | Paris              | Frankreich        | 21.600       | [ 18 ]         |
| Shiraz California Dreamin                    | Saluki                       | 2012                    | Salzburg           | Österreich        | 18.600       | [ 19 ]         |
| Bottom Shaker My Secret                      | Old English Sheepdog         | 2013                    | Budapest           | Ungarn            | 18.030       | [ 20 ]         |
| Tricky Ricky From Yarrow-Hi Tech             | Affenpinscher                | 2014                    | Helsinki           | Finnland          | 21.200       | [ 21 ] [ 22 ]  |
| Ops I Did It Again Del Cuore Impavido "Rony" | Bearded Collie               | 2015                    | Mailand            | Italien           | 19.926       | [ 23 ]         |
| Fine Lady S Zolotogo Grada                   | Russischer Schwarzer Terrier | 2016                    | Moskau             | Russland          | 26.500       | [ 24 ]         |
| Queenie Eye Del Castel Levante               | Deutsche Dogge               | 2017                    | Leipzig            | Deutschland       |              |                |
| Frosty The Snowman                           | Grand Basset Griffon Vendéen | 2018                    | Amsterdam          | Niederlande       |              |                |
| Realline Final Boss                          | Welsh Corgi Pembroke         | 2019                    | Shanghai           | China             |              | [ 25 ]         |
| Funhair Foxhound                             | Foxterrier (Drahthaar)       | 2020 (Austragung: 2022) | Madrid             | Spanien           |              | [ 26 ]         |
| Metti Surprise At Glare                      | Bedlington Terrier           | 2021                    | Brünn              | Tschechien        |              | [ 27 ]         |
| Pepper’s Shades Of Joy                       | Shih Tzu                     | 2022                    | São Paulo          | Brasilien         |              | [ 28 ]         |
| Aquafortis Robel The One                     | Portugiesischer Wasserhund   | 2023                    | Genf               | Schweiz           |              | [ 29 ]         |
| Zaida Bint Muti Von Haussman                 | Afghanischer Windhund        | 2024                    | Zagreb             | Kroatien          |              |                |
| Black Majesty Some Say                       | Petit Basset Griffon Vendéen | 2025                    | Helsinki           | Finnland          |              |                |